# Festival (Santana)
| Recensione              | Giudizio |
| ----------------------- | -------- |
| AllMusic                |          |
| Robert Christgau        | C+       |
| Piero Scaruffi          |          |
| Ondarock                |          |
| Dizionario del Pop-Rock |          |
| 24.000 dischi           |          |

Festival è un album dei Santana del 1977 arrivato in nona posizione in Austria.

## Tracce

### LP
Lato A (AL 34423)
1. Carnaval (Tom Coster, Devadip Carlos Santana)
2. Let the Children Play – 3:28 (Devadip Carlos Santana, Leon Patillo)
3. Jugando – 2:12 (Devadip Carlos Santana, Josè Areas)
4. Give Me Love – 4:31 (Pablo Téllez)
5. Verão Vermelho – 5:00 (Nonato Buzar)
6. Let the Music Set You Free – 3:40 (Devadip Carlos Santana, Tom Coster, Leon Patillo, David Rubinson)

Lato B (BL 34423)
1. Revelations – 4:32 (Tom Coster, Devadip Carlos Santana)
2. Reach Up – 5:22 (Devadip Carlos Santana, Tom Coster, Leon Patillo, Paul Jackson)
3. The River – 4:55 (Devadip Carlos Santana, Leon Patillo)
4. Try a Little Harder – 5:04 (Leon Patillo)
5. María Caracôles – 4:34 (P. African)

## Formazione
- Devadip Carlos Santana – chitarra, percussioni, cori
- Devadip Carlos Santana – basso (brani: "Let the Music Set You Free", "The River" e "Try a Little Harder")
- Tom Coster – tastiere (tutte), sintetizzatori (tutti), percussioni, cori
- Pablo Tellez – basso, chitarra, percussioni, cori
- Pablo Tellez – voce solista (brani: "María Caracôles")
- Gaylord Birch – batteria, percussioni, timpani
- Chepito Areas – timbales, congas, percussioni
- Raul Rekow – congas, percusiioni, cori
- Leon Patillo – pianoforte (brani: "Let the Music Set You Free", "The River" e "Try a Little Harder"), cori
- Leon Patillo – voce solista (brani: "Give Me Love", "The River" e "Try a Little Harder")
- Paul Jackson – basso (brani: "Give Me Love" e "Revelations")
- "The Waters Family" (Julia, Maxine e Orin) – cori
- Francisco Zavala – cori
- Joel Badie – cori
- Al Bent – arrangiamento strumenti a fiato

Note aggiuntive
- David Rubinson & Friends Inc. – produttore
- Devadip Carlos Santana e Tom Coster – produttori associati
- Registrazioni effettuate al "Wally Heider Recording", San Francisco (California)
- Fred Catero e David Rubinson – ingegneri delle registrazioni
- Chris Minto – assistente ingegneri delle registrazioni
- George Horn e Phil Brown – ingegneri mastering
- David Singer – grafica copertina album originale
- "Cosmic Sound-Delight" – foto copertina album originale[10]

## Classifica
Album
| Anno | Classifica                 | Posizione raggiunta |
| ---- | -------------------------- | ------------------- |
| 1977 | Billboard 200              | 27                  |
| 1977 | Top R&B/Hip-Hop Albums     | 29                  |
| 1977 | Official Albums Chart      | 27                  |
| 1977 | Hit parade                 | 3                   |
| 1977 | Offizielle Deutsche Charts | 15                  |